# Євро-2

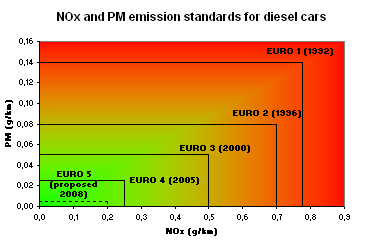
На малюнку показані обмеження які накладаються різними версіями стандарту Євро-х на дизельні автомобілі.

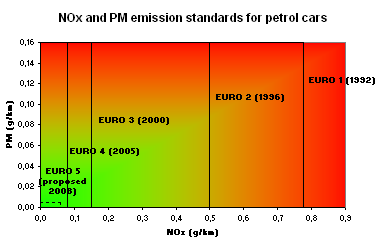
На малюнку показані обмеження які накладаються різними версіями стандарту Євро-х на бензинові автомобілі. До введення стандарту Євро-5 викиди сажі не враховувалися.

Євро-2 - екологічний стандарт викиду, що регулює вміст шкідливих речовин в вихлопних газах. Введено в Євросоюзі, як заміна Євро-1, в 1995 році. Замінений стандартом Євро-3 в 1999 році.